# 臺南彌陀寺
臺南八協境彌陀寺位於臺南市東區（昔日臺灣府城東安坊永康里龍泉井街），建於明鄭鄭經時期，為臺南四大古剎之一。今貌是民國六十年（1971年）動工改建後的結果，已經沒有昔日的閩南風貌。

## 沿革

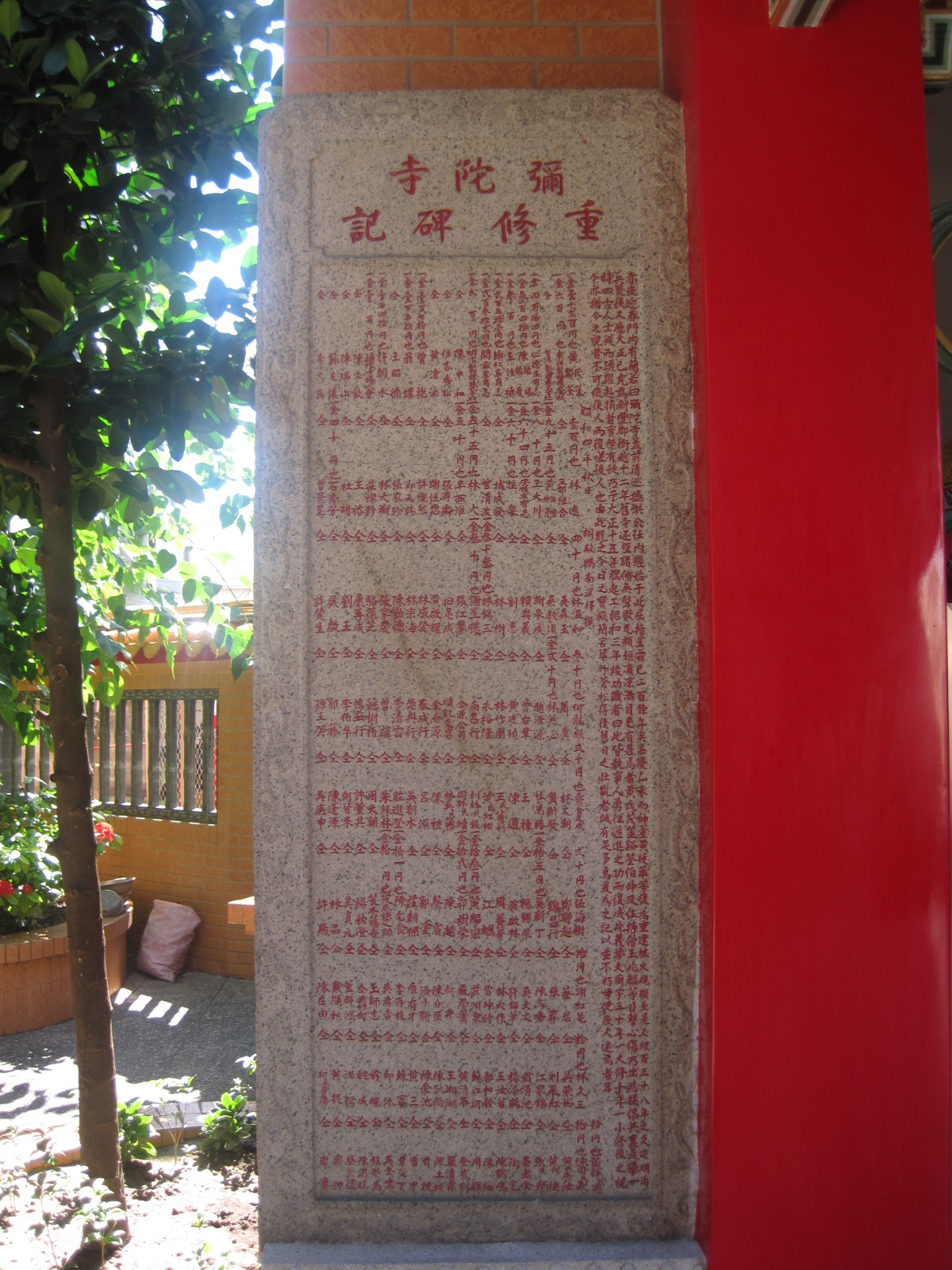
彌陀寺重修碑記（1929年）

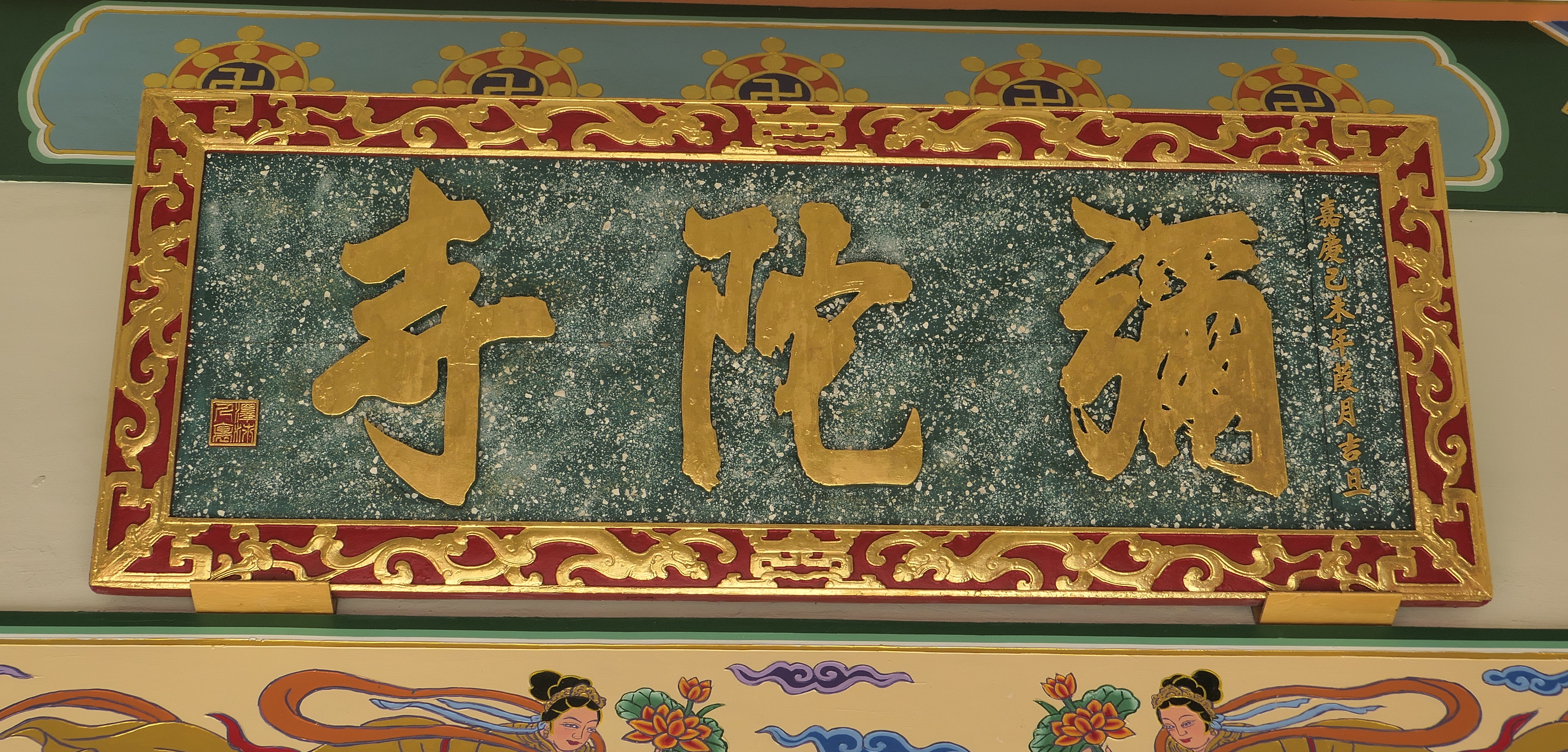
「彌陀寺」匾

彌陀寺最初創建時因規模不大，原稱「彌陀室」，主祀阿彌陀佛，後來在清康熙年間逐漸擴建，遂改名為「彌陀寺」。到了清乾隆年間，該寺已成為府城七寺八廟之一。而在咸豐八年（1858年）時，府城眾店與信徒集資獻鐘，此鐘一度差點在日治時期因戰爭而要被鎔掉改做武器，後來所幸在被鎔解之前戰爭便結束，並由一名古物商買下重新歸贈給彌陀寺。
日治時期大正九年（1920年），因當時新豐郡役所廳舍尚未建成，所以暫時將彌陀寺作為新豐郡的辦公場所，一時失去作為佛寺的功用。直到大正十四年（1925年）10月廳舍落成，彌陀寺才恢復原本用途。而由於寺況不佳，次年（1926年）黃欣等人遂倡議修建，而在昭和三年（1928年）竣工後立有「彌陀寺重修碑記」以資紀念。彌陀寺在時局混亂中，獲得真宗本願寺的庇護之下，明治三十六年（1903年）董事王昭德、 黃加冬等捐資重修彌陀寺。咸豐年間釋正麟之後，台灣成為日本殖民地時，彌陀寺的住持是石以能，這從今供奉在該寺祖師堂的牌位也可以獲得證明。彌陀寺自明治二十八年（1895年）以來，就成為淨土真宗的末寺。
然而佛寺建築本身卻先是在二次大戰中被盟軍轟炸，雖然在戰爭結束後曾予以整修，但最後還是在民國六十年（1971年）將原本建築全數拆毀，於民國六十九年（1980年）建成今天的樣貌。

## 建築特色

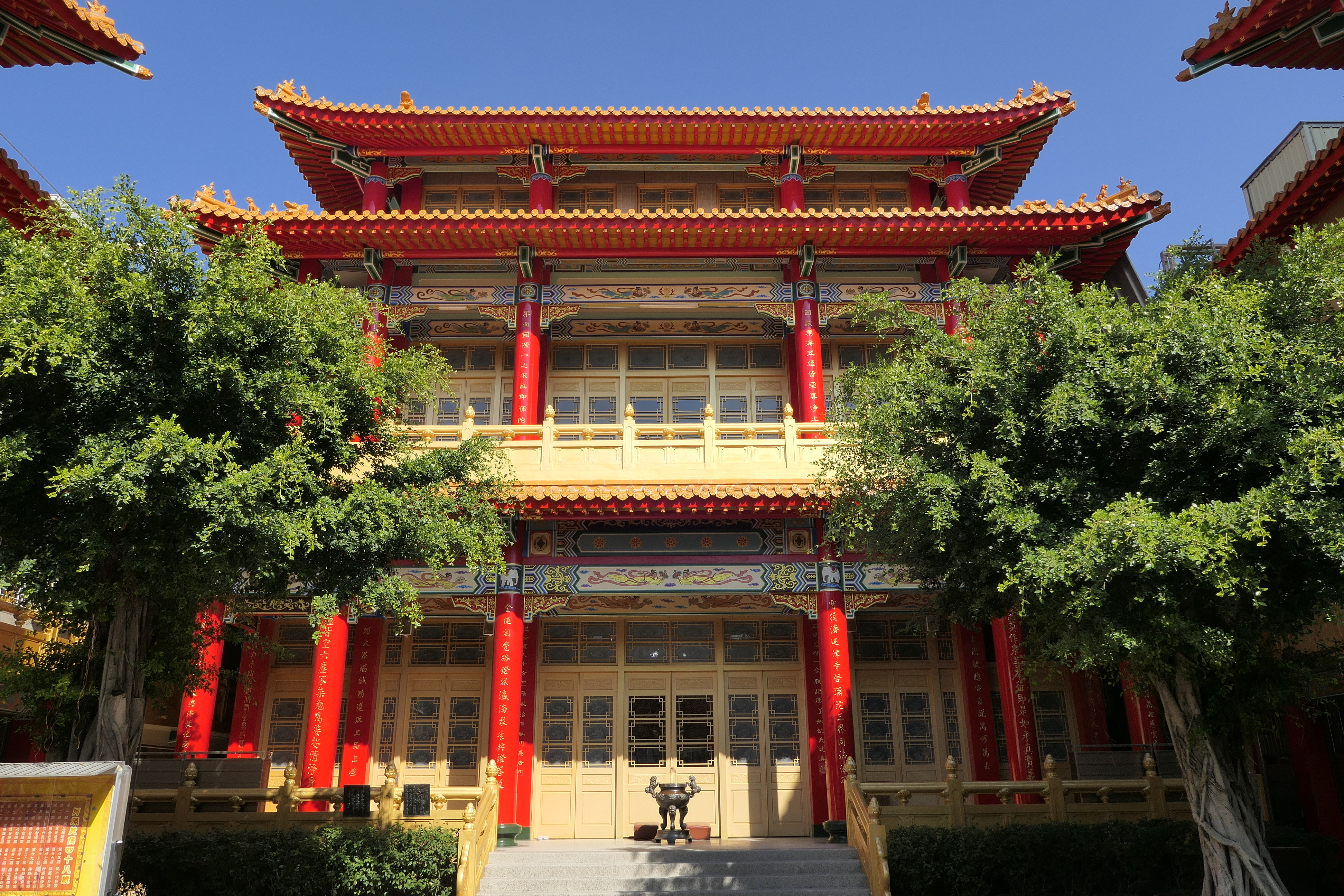
彌陀寺正殿

現今的彌陀寺為三進建築，第一進的山門有三開間，門內兩側供奉有哼哈二將；第二進的正殿則為三層樓建築，其一樓為大雄寶殿，供奉三寶佛（中央為釋迦牟尼佛、兩側則為文殊菩薩與普賢菩薩。），而在三樓則收藏有清朝古匾；第三進為後殿，一樓正中央是地藏殿，兩側則供奉該寺歷代開山祖師與寺眾信徒的牌位，而二、三樓則分別是藏經閣和供奉千手觀音的圓通寶殿。